# Telha romana
A telha romana é um estilo arquitetônico de telhas para telhado. É uma telha bem popular na arquitetura romana, brasileira e portuguesa, construída com barro seco (cerâmica).
No Brasil, essa telha é bem popular e é encontrada nos telhados de várias casas e estabelecimentos, devido ao seu baixo custo e à sua forma atraente.As telhas romanas são bastante pesadas têm cerca de 1 kg. Tem o perfil com a parte superior plana, diferentemente das telhas chamadas romanas, que têm o perfil em arco completo.